# Championnat de Taïwan de football 2019
Navigation
Saison précédente Saison suivante
La saison 2019 du Championnat de Taïwan de football est la trente-cinquième édition du championnat national, la Taiwan Football Premier League. Les huit clubs participants sont regroupés au sein d'une poule unique où ils s'affrontent à trois reprises. À l'issue de la saison, les deux derniers du classement final doivent disputer une poule de promotion-relégation face à deux équipes de division inférieure.
C'est le club de Taipei City Tatung, double tenant du titre, qui est à nouveau sacré cette saison après avoir terminé en tête du classement final, avec trois points d'avance sur Taiwan PCFC et onze sur Hang Yuen FC. C'est le septième titre de champion de Taïwan de l'histoire du club.

## Les clubs participants
- Taipower
- Taipei City Tatung
- Ming Chuan University FC - Promu de D2
- Taiwan Steel FC[1]
- Hang Yuen FC
- Taiwan University FC
- Taipei Red Lion FC[2]
- Taichung Futuro AF - Promu de D2

## Compétition
Le classement est établi sur le barème de points classique (victoire à 3 points, match nul à 1, défaite à 0). Pour départager les égalités, on tient d'abord compte des confrontations directes, de la différence de buts générale, puis du nombre de buts marqués.

### Classement
| Rang | Équipe                    | Pts | J  | G  | N | P  | Bp | Bc | Diff |
| ---- | ------------------------- | --- | -- | -- | - | -- | -- | -- | ---- |
| 1    | Taipei City TatungT       | 52  | 21 | 16 | 4 | 1  | 75 | 18 | +57  |
| 2    | Kaohsiung County Taipower | 49  | 21 | 15 | 4 | 2  | 47 | 19 | +28  |
| 3    | Hang Yuen FC              | 41  | 21 | 11 | 8 | 2  | 65 | 31 | +34  |
| 4    | Taiwan Steel              | 33  | 21 | 10 | 3 | 8  | 43 | 44 | -1   |
| 5    | Taichung Futuro AFP       | 28  | 21 | 8  | 4 | 9  | 37 | 26 | +11  |
| 6    | Taiwan University FC      | 15  | 21 | 4  | 3 | 14 | 23 | 59 | -36  |
| 7    | Ming Chuan University FCP | 11  | 21 | 3  | 2 | 16 | 20 | 75 | -55  |
| 8    | Taipei Red Lion FC        | 7   | 21 | 1  | 4 | 16 | 20 | 58 | -38  |

|  | Qualification pour la phase de groupes de la Coupe de l'AFC 2020  |
|  | Qualification pour le tour préliminaire de la Coupe de l'AFC 2020 |
|  | Participation à la poule de promotion-relégation                  |
|  | T : Tenant du titre P : Promu de D2                               |

### Poule de promotion-relégation
Les play-offs de promotion-relégation ont lieu en mars 2020, peu de temps avant le démarrage de la saison suivante.

## Bilan de la saison
| Championnat de Taïwan de football 2019   |                               |
| Champion                                 | Taipei City Tatung (7e titre) |
| Coupes et trophées                       |                               |
| Vainqueur de la Coupe de Taïwan 2019     | Non disputée                  |
| Qualifications continentales             |                               |
| Coupe de l'AFC 2020                      | Taipei City Tatung            |
| Coupe de l'AFC 2020                      | Kaohsiung County Taipower     |
| Promotions et relégations                |                               |
| Promus en Taiwan Football Premier League | Non déterminé                 |
| Relégués                                 | Non déterminé                 |